# Oleg Światosławowic (zm. 977)
Oleg Światosławowic (zm. 977) – syn Światosława I, książę Drewlan od 969.
Po śmierci ojca pomiędzy Olegiem i Jaropełkiem zapanowała nienawiść, spowodowana zabójstwem przez Olega syna wojewody Swenelda służącego Jaropełkowi - Luta. Jaropełk zaatakował i zdobył stołeczny gród Olega - Owrucz, przy okazji szturmu zginął i Oleg.